# Man Asaad
Man Asaad (født 20. november 1993) er en syrisk vægtløfter.
Han repræsenterede Syrien under sommer-OL 2016 i Rio de Janeiro, hvor han blev nummer 15 i +105 kg.
Under sommer-OL 2020 i Tokyo, som blev afholdt i 2021, tog han bronze.